# Wilma Delissen-van Tongerlo

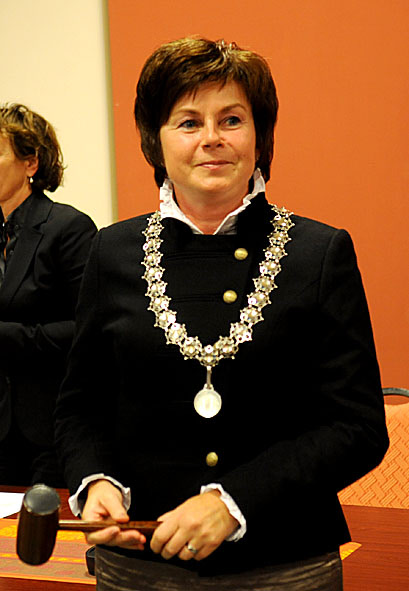
Wilma Delissen-van Tongerlo

Wilma Delissen-van Tongerlo (* 16. Oktober 1961 in Helmond, Noord-Brabant) ist eine niederländische Politikerin der VVD.
Sie war Unternehmerin in einem Familienunternehmen und ist bereits lange politisch aktiv. Von 1999 bis 2002 war sie Beigeordnete der Gemeinde Laarbeek. Sie wurde dann Kabinettschefin der Gemeinde Gennep und 2004 kommissarische Beigeordnete in Heeze-Leende, nachdem das dortige College van B&W zurückgetreten war. Im März 2006 wurde Delissen-van Tongerlo zur Bürgermeisterin der Gemeinde Grave ernannt.
Zwischen dem 1. Oktober 2010 und dem 30. September 2024 war sie Bürgermeisterin der Gemeinde Peel en Maas. Seit dem 17. Februar 2025 ist sie kommissarisch Bürgermeisterin der Gemeinde Bergeijk in der Provinz Noord-Brabant.
Am 27. September 2024 wurde ihr der Orden als Ritter von Oranien-Nassau verliehen.